# Piemonte Woman Cup 2009
La I Piemonte Woman Cup di pallavolo femminile si è svolta dal 16 al 20 giugno 2009 a Torino, in Italia. Al torneo hanno partecipato 4 squadre nazionali e la vittoria finale è andata per la prima volta alla Polonia.

## Impianti
|                                                                 |
|                                                                 |
| PalaRuffini Città: Torino Capienza: 4.500 Anno d'apertura: 1961 |

## Squadre partecipanti
- Cina
- Giappone
- Italia
- Polonia

## Fase finale

### Finali 1º e 3º posto
|  | Semifinali | Semifinali | Semifinali |         |          | Finale 1º/2º posto | Finale 1º/2º posto | Finale 1º/2º posto |  |
|  |            |            |            |         |          |                    |                    |                    |  |
|  | Cina       | Cina       | 2          |         |          |                    |                    |                    |  |
|  | Cina       | Cina       | 2          |         |          |                    |                    |                    |  |
|  | Giappone   | Giappone   | 3          |         |          |                    |                    |                    |  |
|  | Giappone   | Giappone   | 3          |         | Giappone | Giappone           | 1                  |                    |  |
|  |            |            |            |         | Giappone | Giappone           | 1                  |                    |  |
|  |            |            | Polonia    | Polonia | 3        |                    |                    |                    |  |
|  | Italia     | Italia     | Polonia    | Polonia | 3        | 1                  |                    |                    |  |
|  | Italia     | Italia     |            |         |          | 1                  |                    |                    |  |
|  | Polonia    | Polonia    | 3          |         |          | Finale 3º/4º posto | Finale 3º/4º posto | Finale 3º/4º posto |  |
|  | Polonia    | Polonia    | 3          |         |          |                    |                    |                    |  |
|  |            |            |            |         |          |                    |                    |                    |  |
|  |            |            |            |         |          | Italia             | Italia             | 0                  |  |
|  |            |            |            |         |          | Italia             | Italia             | 0                  |  |
|  |            |            |            |         |          | Cina               | Cina               | 3                  |  |

## Classifica finale
| Classifica | Squadre  |
| ---------- | -------- |
|            | Polonia  |
|            | Giappone |
|            | Cina     |
| 4          | Italia   |